# 行天宮

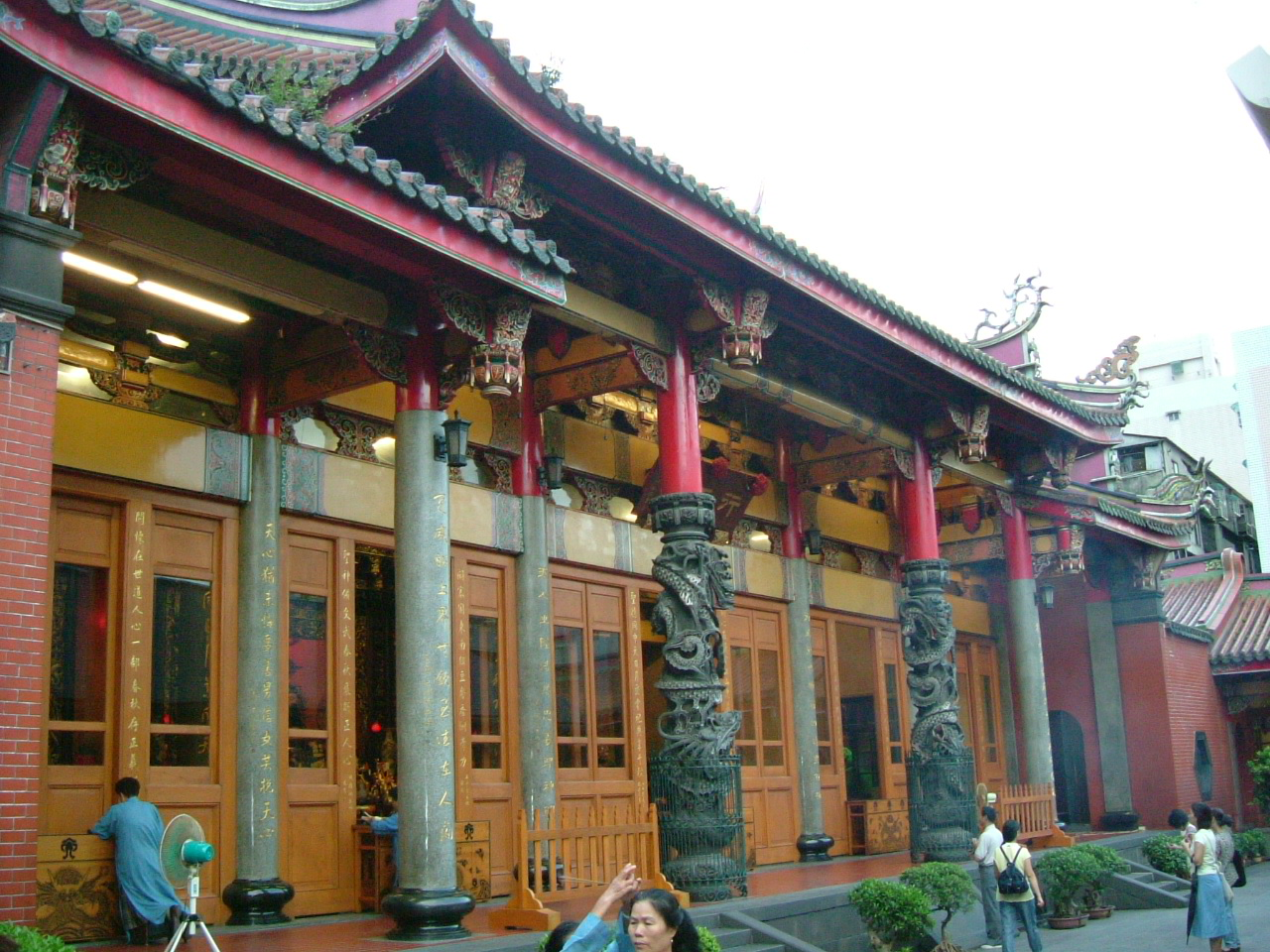
正殿

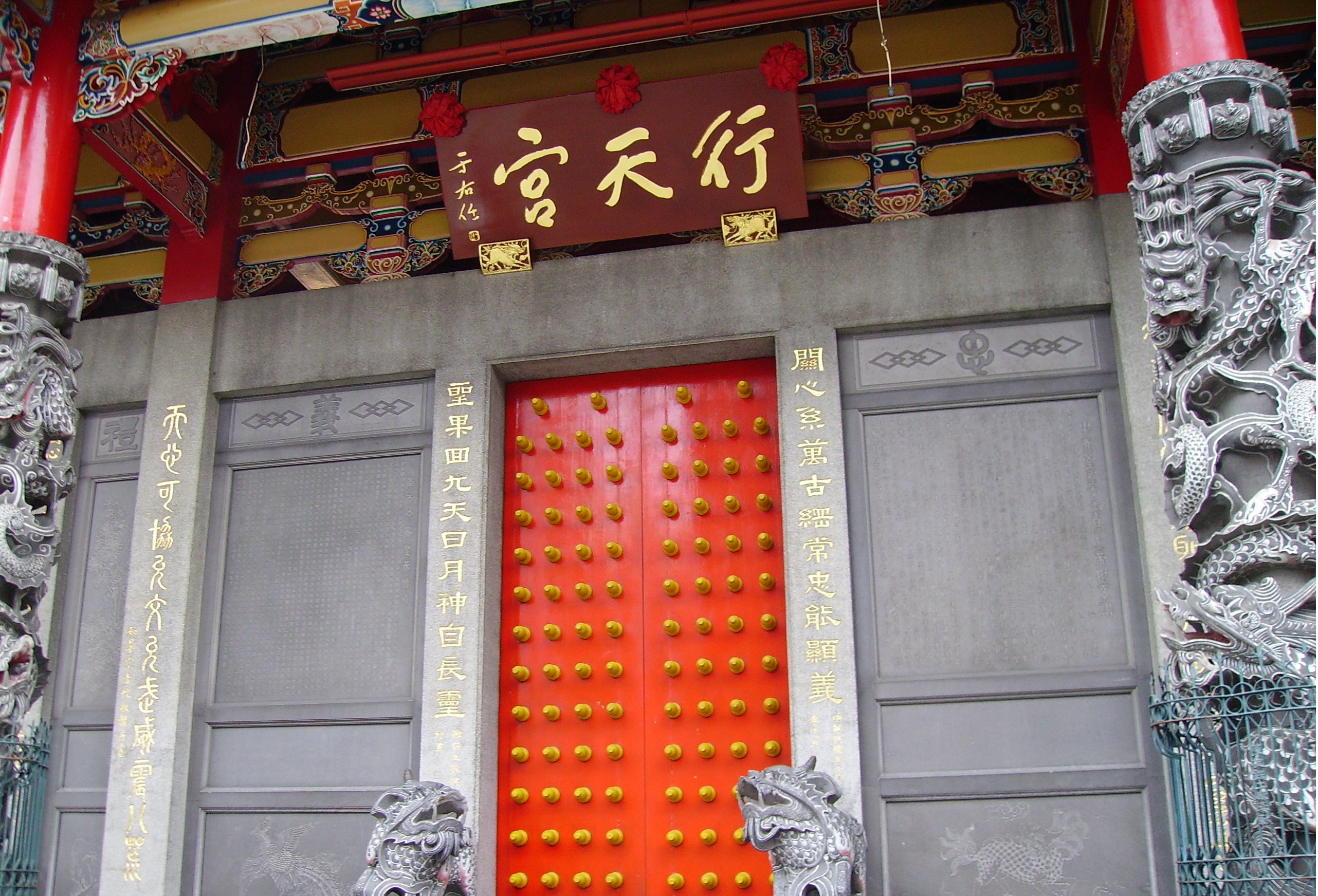
正門、扁額は于右任の筆による

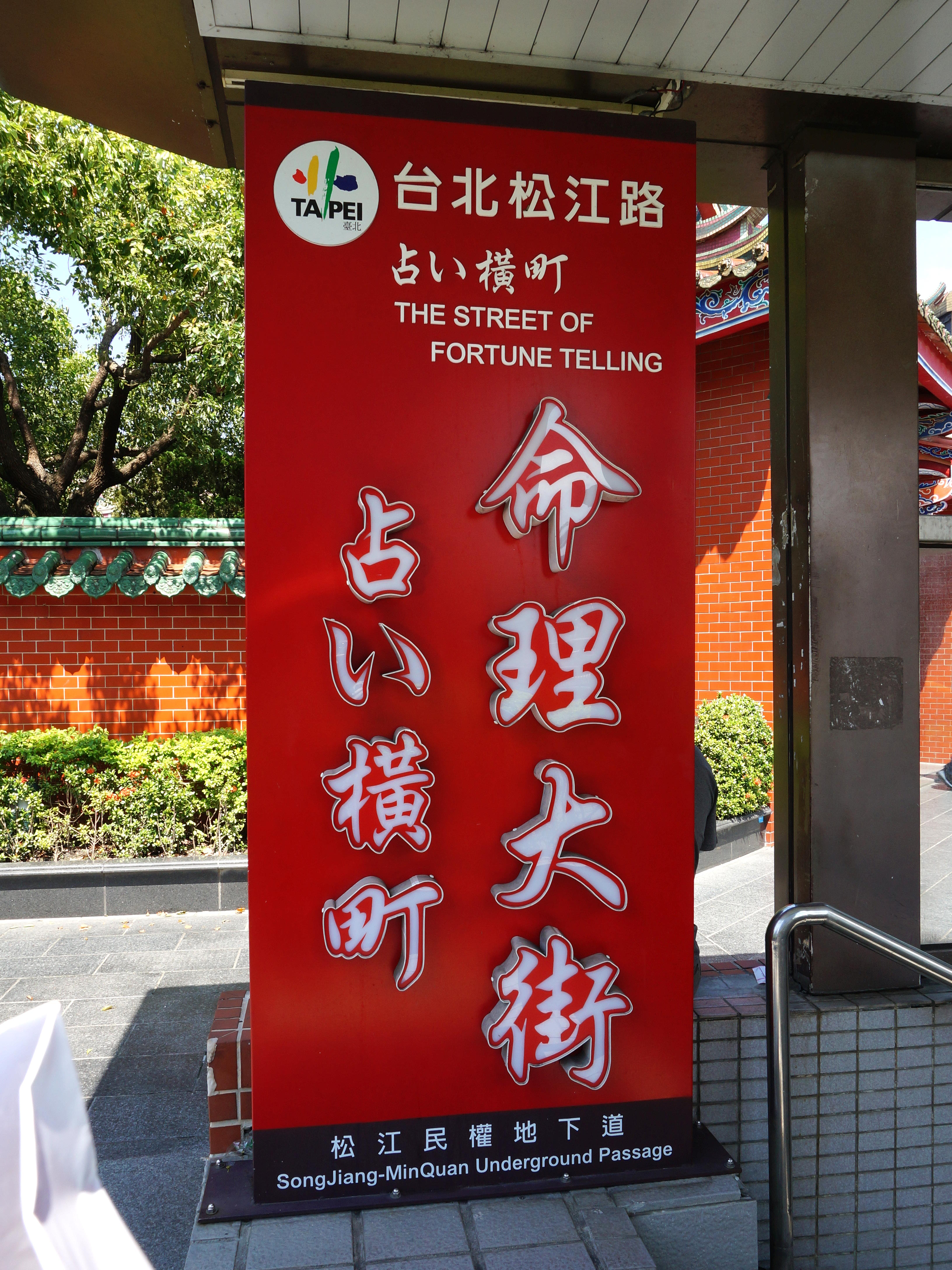
占い横町

行天宮（こうてんきゅう）は、台湾の台北市中山区に位置する関帝廟。多いときで1日に2万人以上が訪れるとされる、台北地域でも人気の高い寺院・観光地のひとつである。

## 概要
恩主公廟、恩主公、恩主宮などとも称される。1943年に台北市永楽町（現在の迪化街）に創建した行天堂が起源で、1949年に基隆炭鉱の所有者であった黄欉（こうそう、1911年-1970年、行天宮では「玄空師父」と呼ぶ）によって、台北市九台街（現在の林森北路）にて建てられた。当時は規模が小さかったが、この地に国民中学が建設されることとなり1968年に現在地に移転した。当宮の他に北投分宮（關渡行天宮とも呼ばれる、台北市北投区）と三峡分宮（白雞行修宮とも呼ばれる、台北県三峡鎮白雞）がある。
黄欉は新北市樹林区出身であり、当宮は本来、閭山派正一教という道教の一派がルーツであるとされるが、既に彼が居た時代には仏教や儒教などと習合した「斎教」に変化しており、更に第二次世界大戦や国共内戦を経た台湾に至って、「台湾道教」とも呼ばれる独特の多様性を持つ民族宗教に発展した。祀られているのは関羽（關雲長）、呂洞賓、張単（張單）、王善、岳飛の「五恩主」である。
宗旨は「広推行道徳教化」「不偏於功利取向」「不帯有商業色彩」「不迷信人間偶像」。

## 周辺地域
廟の南西側の民権東路と松江路の交差点の下にある地下道は「占い横町」と呼ばれる、20軒余りの占い師が軒を並べる観光名所になっており、地元でも、多くの日本人が訪れる場所として知られている。

## アクセス
台北捷運中和新蘆線の行天宮駅（O09）から徒歩2分ほど。